# 1400

## Esdeveniments
Països Catalans
- 3 de desembre: es compra la casa que després seria el Palau de la Generalitat de Catalunya.

Resta del món
- Finals de desembre: l'emperador romà d'Orient, Manuel II Paleòleg, passa Nadal a la cort de Carles VI de França.[1]

## Naixements
Països Catalans
Resta del món

## Necrològiques
Països Catalans
Resta del món
- 28 d'abril - Pavia (Italia): Baldo degli Ubaldi, jurista.
- 15 de juliol - Empoli (Itàlia): Ceccolo Broglia, noble de Chieri.